# Douglas Argyll Robertson
Pour les articles homonymes, voir Argyll et Robertson.

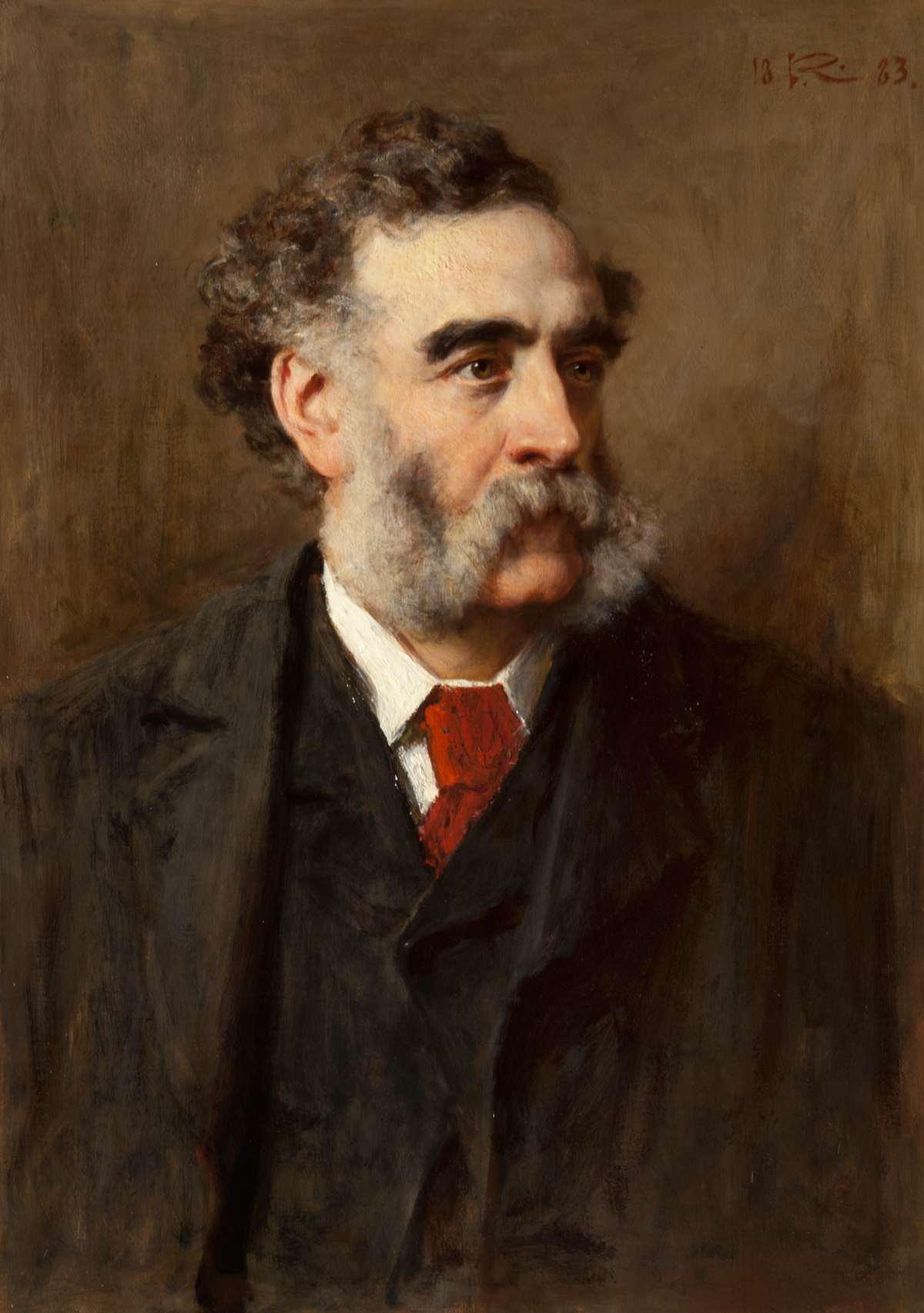
Douglas Argyll Robertson par George Reid

Douglas, Muray, Cooper, Lamb Argyll Robertson, né en 1837 à Édimbourg et mort le 3 janvier 1909 à Gondal, est un chirurgien ophtalmologiste écossais. Il a été le premier chirurgien à n'intervenir que sur les yeux.

## Biographie
Fils du chirurgien John Argyll Roberston, il fait ses études de médecine à Édimbourg. Il va ensuite compléter sa formation à Berlin auprès d'Albrecht von Graefe (1828-1870), l'un des meilleurs ophtalmologistes de l'époque, puis à Neuwied, en Prusse rhénane.
En 1863, il confirme l'observation faite par le pharmacologiste Th. Fraser une année auparavant qu'un extrait de la fève de Calabar (Physostigma venenosum, Fabacées) est capable de provoquer un myosis lors de son instillation oculaire : la physostigmine jouera par la suite un rôle important dans le traitement du glaucome.
En 1869, il donne une description détaillée de l'aréflexie pupilaire à la lumière avec conservation de la réaction d’accommodation à la distance lors de la neurosyphilis : ce signe déjà connu depuis une trentaine d'années sera connu désormais sous le nom de signe d'Argyll Robertson.
D. Argyll Robertson meurt au cours d'un voyage en Inde au début de l'année 1909, à Gondal, une ville voisine de Bombay où il est incinéré.

## Référence
- Pearce JMS. The Argyll Robertson pupil. J Neurol Neurosurg Psychiatry 2004; 75: 1345.